# Nix
Nix (em grego:  Νύξ, transl.: Nýx, lit. "Noite"), na mitologia grega, é a personificação da noite. Uma das melhores fontes de informação sobre essa deusa provém da teogonia de Hesíodo. Muitas referências são feitas a Nix naquele poema que descreve o nascimento dos deuses gregos. A Noite desempenhou um papel importante no mito como um dos primeiros e mais poderosos seres a vir à existência.
Hesíodo afirma que Nix é filha do Caos, sendo a segunda criatura, seguida de seu irmão gêmeo Érebo, a escuridão, a emergir do vazio, logo depois surgem Gaia, a mãe Terra, Tártaro, as trevas abismais, Eros, o amor da criação, que são considerados irmãos de Caos. Dessas forças primordiais sobrevieram as outras das divindades gregas.
Em sua Teogonia, Hesíodo também descreve a residência proibida da Noite:
| “ | Lá também está a melancólica casa da Noite; nuvens pálidas a envolvem na escuridão; Antes delas, Atlas se porta, ereto, e sobre sua cabeça, com seus braços incansáveis, sustenta firmemente o amplo céu, onde a Noite e o Dia cruzam um patamar de bronze e então aproximam-se um do outro. | ” |

Nix é a Deusa dos segredos e mistérios noturnos, rainha dos astros noturnos. Também se acreditava que Nix tem total controle sobre vida e morte, tanto dos homens como dos Deuses. Homero se refere a Nix com o epíteto "A domadora dos Homens e dos Deuses", demonstrando como os outros Deuses respeitavam-na e temiam esta poderosíssima Deidade.
Nix, assim como Hades, possui um capuz que a torna invisível a todos, assistindo assim ao universo sem ser notada. Foi Nix que colocou Hélio entre seus filhos (Hemera, Éter e Hespérides), quando os outros Titãs tentaram assassiná-lo. Zeus tem um enorme respeito e temível pavor de Nix, a Deusa da Noite, Os filhos de Nix são a Hierarquia em poder para os Deuses, sua maioria são divindades que habitam o mundo subterrâneo e representam forças indomáveis que nenhum outro deus poderia conter. Em uma versão, as Erínias são as filhas de Nix (Ésquilo).
Nix aparece ora como uma Deusa benéfica que simboliza a beleza da noite, ora como a cruel Deidade que amaldiçoa e castiga com terror noturno (Hécate e Astéria). Nix é também uma Deusa da Morte, a primeira rainha do mundo das Trevas. Tem também dons proféticos, e foi ela quem criou a arma que Gaia entregou a Cronos para destronar Urano. Nix conhece o segredo da imortalidade dos deuses, podendo tirá-la e transformar um deus em mortal, como fez com Cronos, após este ser destronado por Zeus.
Algumas vezes, a exemplo de Hades, cujo nome evitava-se pronunciar, dão a Nix nomes gregos de Eufrone e Eulalia, isto é, Mãe do bom conselho. Há quem marque o seu império ao norte do Ponto Euxino, no país dos Cimérios; mas a situação geralmente aceita é na parte da Espanha, a Hespéria, na região do poente, perto das colunas de Hércules, limites do mundo conhecido dos antigos.

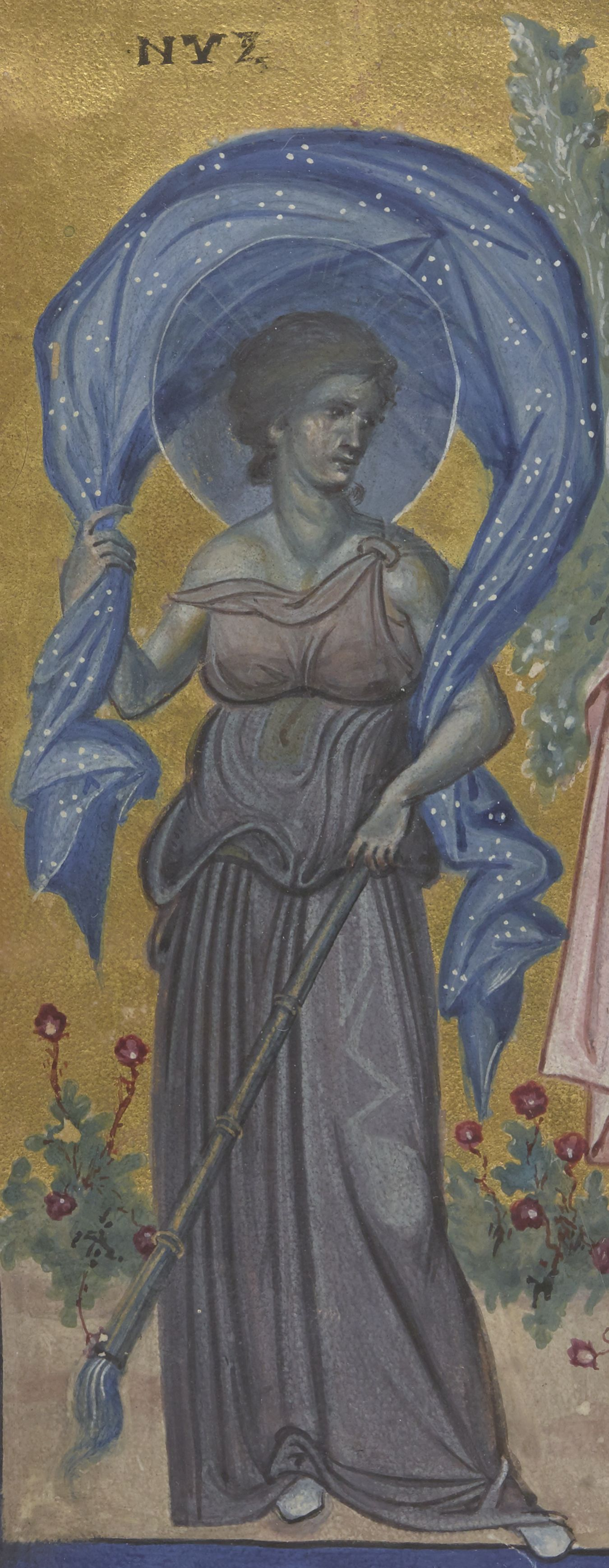
Nyx en el Saltério de Paris

## Padrões
Desposou Érebo, seu irmão gêmeo, de quem teve o Éter (luz celestial) e Hemera (Dia). Mas sozinha, sem se unir a nenhuma outra divindade, procriou o inevitável e inflexível Moros (o Destino), Quer (a Fatalidade), os gêmeos Tânato (a Morte) e Hipnos (o Sono), os Oniros (a legião dos Sonhos), Momos (Escárnio), Oizus (Miséria), as Hespérides, guardadoras dos pomos de ouro, as Queres (a Morte em batalha), Nêmesis (a Deusa da vingança, justiça e equilíbrio), Apáte (o Engano, fraude), Filotes (a Amizade, carinho), Geras (a Velhice), Lissa (a Loucura), Éris (a Discórdia), além de muitos outros. Em resumo, tudo quanto havia de doloroso na vida era considerado obra de Nix. A maior parte dos outros descendentes da deusa nada mais são que conceitos e abstrações personificados; sua importância nos mitos é muito variável. Ela e seu irmão eram os únicos deuses primordiais que podiam ter filhos com humanos.
Na tradição órfica, todo universo e demais deuses primordiais nasceram do ovo cósmico de Nix. Certos poetas a consideram como mãe de Urano e de Gaia; Hesíodo dá-lhe o posto de Mãe dos deuses, porque sempre se acreditou que a Nix e Érebo haviam precedido a todas as coisas.
Hemera e as Hespérides nasceram para ajudar Nix a não se cansar, e assim nasceu o ciclo diário, Hemera traz o dia (relaciona com Eos, a Aurora, e Hélio, o Sol); as Hespérides trazem a tarde, (relaciona com Selene, a Lua) e Nix traz a absoluta Noite, todas estas deidades em conjunto conduzem a dança das Horas; complementando estes ciclos temos outros deuses de outras linhagens, como as Horas que representam ciclos mensais e anuais; Leto e Hécate que recebem o legado de Nix como deidade da noite.
Muito frequentemente colocam-na no mundo subterrâneo, entre Hipnos e Tânato, seus filhos.

## Representações
Quase todos os povos da Itália viam Nix ora com um manto volante recamado de estrelas por cima de sua cabeça e archote derrubado, ora representavam-na como uma mulher nua, com longas asas de morcego e um fanal na mão. Representam-na também coroada de papoulas e envolta num grande manto negro, estrelado. Na mitologia grega, a papoula está relacionada a Hipnos que a tinha como planta favorita e, por isso, era representado com os frutos desta planta na mão. Frequentemente, ela é representada coroada de papoulas e envolta num grande manto negro e estrelado. Às vezes num carro arrastado por cavalos pretos ou por dois mochos, e a deusa cobre a cabeça com um vasto véu salpicado de estrelas e com uma lua minguante na testa ou como brincos.

### Árvore genealógica
|  |  |  |  |  |  |  |  |  |  |  |  |  |  | Nix              | Nix              | Nix              | Nix              | Nix              | Nix              |  |  | Érebo   | Érebo   | Érebo   | Érebo   | Érebo   | Érebo   |  |  |            |            |            |            |            |            |  |  |        |        |        |        |        |        |  |  |         |         |         |         |         |         |  |  |
|  |  |  |  |  |  |  |  |  |  |  |  |  |  | Nix              | Nix              | Nix              | Nix              | Nix              | Nix              |  |  | Érebo   | Érebo   | Érebo   | Érebo   | Érebo   | Érebo   |  |  |            |            |            |            |            |            |  |  |        |        |        |        |        |        |  |  |         |         |         |         |         |         |  |  |
|  |  |  |  |  |  |  |  |  |  |  |  |  |  |                  |                  |                  |                  |                  |                  |  |  |         |         |         |         |         |         |  |  |            |            |            |            |            |            |  |  |        |        |        |        |        |        |  |  |         |         |         |         |         |         |  |  |
|  |  |  |  |  |  |  |  |  |  |  |  |  |  |                  |                  |                  |                  |                  |                  |  |  |         |         |         |         |         |         |  |  |            |            |            |            |            |            |  |  |        |        |        |        |        |        |  |  |         |         |         |         |         |         |  |  |
|  |  |  |  |  |  |  |  |  |  |  |  |  |  |                  |                  |                  |                  |                  |                  |  |  |         |         |         |         |         |         |  |  |            |            |            |            |            |            |  |  |        |        |        |        |        |        |  |  |         |         |         |         |         |         |  |  |
|  |  |  |  |  |  |  |  |  |  |  |  |  |  |                  |                  |                  |                  |                  |                  |  |  |         |         |         |         |         |         |  |  |            |            |            |            |            |            |  |  |        |        |        |        |        |        |  |  |         |         |         |         |         |         |  |  |
|  |  |  |  |  |  |  |  |  |  |  |  |  |  | Éter (mitologia) | Éter (mitologia) | Éter (mitologia) | Éter (mitologia) | Éter (mitologia) | Éter (mitologia) |  |  | Hemera  | Hemera  | Hemera  | Hemera  | Hemera  | Hemera  |  |  |            |            |            |            |            |            |  |  |        |        |        |        |        |        |  |  |         |         |         |         |         |         |  |  |
|  |  |  |  |  |  |  |  |  |  |  |  |  |  | Éter (mitologia) | Éter (mitologia) | Éter (mitologia) | Éter (mitologia) | Éter (mitologia) | Éter (mitologia) |  |  | Hemera  | Hemera  | Hemera  | Hemera  | Hemera  | Hemera  |  |  |            |            |            |            |            |            |  |  |        |        |        |        |        |        |  |  |         |         |         |         |         |         |  |  |
|  |  |  |  |  |  |  |  |  |  |  |  |  |  | Moros            | Moros            | Moros            | Moros            | Moros            | Moros            |  |  | Quer    | Quer    | Quer    | Quer    | Quer    | Quer    |  |  | Tânato     | Tânato     | Tânato     | Tânato     | Tânato     | Tânato     |  |  | Hipnos | Hipnos | Hipnos | Hipnos | Hipnos | Hipnos |  |  | Oniros  | Oniros  | Oniros  | Oniros  | Oniros  | Oniros  |  |  |
|  |  |  |  |  |  |  |  |  |  |  |  |  |  | Moros            | Moros            | Moros            | Moros            | Moros            | Moros            |  |  | Quer    | Quer    | Quer    | Quer    | Quer    | Quer    |  |  | Tânato     | Tânato     | Tânato     | Tânato     | Tânato     | Tânato     |  |  | Hipnos | Hipnos | Hipnos | Hipnos | Hipnos | Hipnos |  |  | Oniros  | Oniros  | Oniros  | Oniros  | Oniros  | Oniros  |  |  |
|  |  |  |  |  |  |  |  |  |  |  |  |  |  |                  |                  |                  |                  |                  |                  |  |  |         |         |         |         |         |         |  |  |            |            |            |            |            |            |  |  |        |        |        |        |        |        |  |  |         |         |         |         |         |         |  |  |
|  |  |  |  |  |  |  |  |  |  |  |  |  |  | Momo             | Momo             | Momo             | Momo             | Momo             | Momo             |  |  | Oizus   | Oizus   | Oizus   | Oizus   | Oizus   | Oizus   |  |  | Hespérides | Hespérides | Hespérides | Hespérides | Hespérides | Hespérides |  |  | Queres | Queres | Queres | Queres | Queres | Queres |  |  | Nêmesis | Nêmesis | Nêmesis | Nêmesis | Nêmesis | Nêmesis |  |  |
|  |  |  |  |  |  |  |  |  |  |  |  |  |  | Momo             | Momo             | Momo             | Momo             | Momo             | Momo             |  |  | Oizus   | Oizus   | Oizus   | Oizus   | Oizus   | Oizus   |  |  | Hespérides | Hespérides | Hespérides | Hespérides | Hespérides | Hespérides |  |  | Queres | Queres | Queres | Queres | Queres | Queres |  |  | Nêmesis | Nêmesis | Nêmesis | Nêmesis | Nêmesis | Nêmesis |  |  |
|  |  |  |  |  |  |  |  |  |  |  |  |  |  |                  |                  |                  |                  |                  |                  |  |  |         |         |         |         |         |         |  |  |            |            |            |            |            |            |  |  |        |        |        |        |        |        |  |  |         |         |         |         |         |         |  |  |
|  |  |  |  |  |  |  |  |  |  |  |  |  |  | Apáte            | Apáte            | Apáte            | Apáte            | Apáte            | Apáte            |  |  | Filotes | Filotes | Filotes | Filotes | Filotes | Filotes |  |  | Geras      | Geras      | Geras      | Geras      | Geras      | Geras      |  |  | Lissa  | Lissa  | Lissa  | Lissa  | Lissa  | Lissa  |  |  | Éris    | Éris    | Éris    | Éris    | Éris    | Éris    |  |  |
|  |  |  |  |  |  |  |  |  |  |  |  |  |  | Apáte            | Apáte            | Apáte            | Apáte            | Apáte            | Apáte            |  |  | Filotes | Filotes | Filotes | Filotes | Filotes | Filotes |  |  | Geras      | Geras      | Geras      | Geras      | Geras      | Geras      |  |  | Lissa  | Lissa  | Lissa  | Lissa  | Lissa  | Lissa  |  |  | Éris    | Éris    | Éris    | Éris    | Éris    | Éris    |  |  |

## Cultura popular
Nos livros de Neil Gaiman, referentes ao personagem Sandman (ou Morfeu), aparecem inúmeras referências aos filhos da Noite, como sendo perpétuos. Os perpétuos são: Sonho (Sandman), Desejo, Destino, Desespero, Delírio, Morte e Destruição.
Os Perpétuos seriam, inclusive, superiores aos deuses e passaram a existir antes deles. Tal referência pode ser tomada da mitologia greco-romana de que a Noite foi um dos primeiros seres a existir (sendo filha do Caos ou o primeiro ser, que deu à luz Fanes), Assim, seus filhos (os Perpétuos, no caso) seriam anteriores aos próprios deuses.
Alguns dos Perpétuos são claramente referências aos filhos da Noite, como o Destino, Sonho, Desespero e a Morte. Porém, outros fazem referências mais sutis, como Delírio (sendo uma personagem referente a Momo) e Desejo (sendo muito ligado a Discórdia)
Na série House of Night, de P. C. Cast e Kristin Cast, Nix é sempre citada como a deusa criadora dos vampiros.
Na série Once Upon a Time in Wonderland, a deusa Nix é a guardiã do Poço das Maravilhas que contém água com propriedades mágicas capaz de curar, porém quem se atrever a roubar água desse poço é amaldiçoado por toda a eternidade, sendo condenado a se tornar um gênio.
No jogo Smite, Nix aparece em sua versão romana, Nox, como um personagem jogável.
No jogo Persona 3, Nix é a entidade suprema do outro mundo que exerce poder sobre as shadows e, uma vez acordada, ameaça trazer a extinção da raça humana.
No jogo Hades, Nix é a personagem responsável por iniciar os eventos do jogo, encorajando Zagreu a fugir, e pedindo aos outros deuses olimpianos que o ajudem. 
Aparece também em A Casa de Hades, livro da série Os Heróis do Olimpo, onde Percy Jackson e Annabeth Chase a encontram no Tártaro.